# ممرات عموم أوروبا

خريطة ممرات النقل الأوروبية.

ممرات عموم أوروبا تم تحديد ممرات النقل العشرة لعموم أوروبا في مؤتمر النقل الأوروبي الثاني في مارس 1994 بجزيرة كريت، كطرق في وسط وشرق أوروبا تتطلب استثمارات كبيرة على مدى السنوات العشر إلى الخمس عشرة القادمة. تمت الإضافات في المؤتمر الثالث في هلسنكي في عام 1997. لذلك يشار إلى هذه الممرات أحيانًا باسم «ممرات كريت» أو «ممرات هلسنكي»، بغض النظر عن مواقعها الجغرافية.

## نبذة
تختلف ممرات التنمية هذه عن شبكة النقل عبر أوروبا، وهو مشروع تابع للاتحاد الأوروبي وتشمل جميع الطرق الرئيسية القائمة في الاتحاد الأوروبي، على الرغم من وجود مقترحات للجمع بين النظامين، نظرًا لأن معظم الدول المشاركة الآن أعضاء في الاتحاد الأوروبي. تشمل الممرات الطرق والسكك الحديدية والممرات المائية.

## روابط خارجية
- UNECE: Maps of Pan-European Corridors (archived)
- UNECE: Trans-European network for motorways (TEM) and rail (TER)
- European Commission: Pan-European Corridors (obsolete link)